# Белле (кантон)
Белле (фр. Belley) — кантон во Франции, находится в регионе Рона — Альпы. Департамент кантона — Эн. Входит в состав округа Белле. Население кантона на 2006 год составляло 17 048 человек.
Код кантона 0104. Всего в кантон Белле входят 24 коммуны, из них главной коммуной является Белле.

## Коммуны кантона
- Вириньен — население 725 чел.
- Сен-Жермен-ле-Паруас — население 357 чел.
- Сен-Шан — население 137 чел.
- Сен-Бенуа — население 116 чел.
- Премейзель — население 245 чел.
- Польё — население 148 чел.
- Пейрьё — население 779 чел.
- Парв — население 333 чел.
- Наттаж — население 528 чел.
- Мюр-э-Желиньё — население 241 чел.
- Массиньё-де-Рив — население 564 чел.
- Маньё — население 399 чел.
- Лавур — население 124 чел.
- Изьё — население 184 чел.
- Крессен-Рошфор — население 348 чел.
- Конзьё — население 102 чел.
- Коломьё — население 119 чел.
- Шазе-Бон — население 705 чел.
- Бран — население 854 чел.
- Бренье-Кордон — население 671 чел.
- Белле — население 8466 чел.
- Арбиньё — население 464 чел.
- Андер-э-Кондон — население 319 чел.
- Амблеон — население 120 чел.

## Население
Население кантона на 2006 год составляло 16 883 человек.
| 1962   | 1968   | 1975   | 1982   | 1990   | 1999   | 2006   | 2007 |
| ------ | ------ | ------ | ------ | ------ | ------ | ------ | ---- |
| 10 920 | 12 497 | 13 045 | 14 165 | 14 512 | 15 488 | 16 883 | -    |